# هان سويين
روزالي ماتيلدا كوانغهو تشو (بالصينية: 周光瑚؛ منذ 12 سبتمبر 1917 أو 1916 حتى 2 نوفمبر 2012) كانت طبيبة ومؤلفة أوراسية صينية المولد، اشتهرت باسمها المستعار هان سويين (الصينية: 韓素音). كتبت باللغتين الإنجليزية والفرنسية عن الصين الحديثة، واشتهرت رواياتها في شرق وجنوب شرق آسيا، ونشرت مذكرات سيرتها الذاتية التي غطت فترة الصين الحديثة. أكسبتها هذه الكتابات سمعة باعتبارها مؤيدًة متحمسًة وصريحًة للثورة الشيوعية الصينية. عاشت في لوزان بسويسرا لسنوات عديدة حتى وفاتها.

## سيرتها الشخصية
ولدت هان سويين في شينيانغ، خنان، الصين. كان والدها تشو وي مهندسًا صينيًا تلقى تعليمه في بلجيكا، بينما كانت والدتها، مارغريت دينيس، بلجيكية (فلمنكية).
بدأت العمل ككاتبة على الآلة الكاتبة في كلية طب اتحاد بكين في عام 1931، ولم يكن عمرها قد تجاوز 15 عامًا. في عام 1933 قُبلت في جامعة ينشينغ حيث شعرت بالتمييز ضدها باعتبارها أوراسيوية. في عام 1935 ذهبت إلى بروكسل لدراسة الطب. في عام 1938 عادت إلى الصين، وتزوجت تانغ باو هوانغ (بالصينية: 唐保璜)، وهو ضابط عسكري قومي صيني، والذي كان سيصبح جنرالًا. عملت كقابلة في مستشفى الإرسالية المسيحية الأمريكية في تشنغدو، سيتشوان. بُنيت روايتها الأولى، الوجهة تشونغكينغ (1942) على تجاربها خلال هذه الفترة. في عام 1940، تبنت هي وزوجها ابنتهما تانغ يونجماي.
في عام 1944، ذهبت مع ابنتها إلى لندن، حيث عُين زوجها باو قبل عامين كملحق عسكري، لمواصلة دراستها في الطب في المستشفى الملكي المجاني. أُرسل باو بعد ذلك إلى واشنطن ثم إلى جبهة منشوريا. في عام 1947، بينما كانت لا تزال في لندن، توفي زوجها أثناء القتال خلال الحرب الأهلية الصينية.
تخرجت بدرجة بكالوريوس الطب والجراحة مع مرتبة الشرف في عام 1948 وفي عام 1949 ذهبت إلى هونغ كونغ لممارسة الطب في مستشفى كوين ماري. هناك التقت بإيان موريسون، وهو مراسل حربي أسترالي متزوج ومقيم في سنغافورة، ووقعت في حبه، والذي قُتل في كوريا عام 1950. وصورت علاقتهما في الرواية الأكثر مبيعًا «شيء رائع للغاية» (جوناثان كيب، 1952). والأساس الواقعي لعلاقتهما موثق في سيرتها الذاتية بيتي له بابان (1980).
في عام 1952، تزوجت من ليون كومبر، وهو ضابط بريطاني في الفرع الماليزي الخاص، وذهبت معه إلى جوهور، مالايا (ماليزيا حاليًا)، حيث عملت في مستشفى جوهور باهرو العام وافتتحت عيادة في جوهور. باهرو وشارع بيكرينغ العلوي، سنغافورة. وفي عام 1953، تبنت ابنة أخرى، تشيو هوي إم (هويينغ)، في سنغافورة.